# Internamento (diritto svizzero)
L'internamento (Internament in romancio, Verwahrung in tedesco, internement in francese) è, nel diritto penale svizzero, una misura presa per proteggere la comunità da una persona che ha commesso un grave reato, dopo che ha scontato la sua pena. Nella Confederazione l'ergastolo non ha durata vitalizia.
Non è considerata una pena, ma una misura di protezione, regolata dagli articoli 59, 64 e 65 del codice penale svizzero, che è generalmente comminata solo per condanne superiori ai cinque anni di prigione (anche se non è sempre così, soprattutto per i condannati per reati sessuali), e si divide in due tipologie:
1. L'internamento ordinario, che viene rivisto da un tribunale in un sistema di libertà vigilata, e quindi è possibile tornare in libertà
2. L'internamento a vita, istituito nel 2004, che può essere dato solo ai criminali "molto cattivi" e "incurabli", che non è revisionabile a meno che non ci sia un'evoluzione della medicina tale da poter curare l'internato

Esistono anche le misure terapeutiche, il cui obiettivo è quello di curare chi ha commesso un reato se ha una malattia mentale, a livello legale sono separate dall'internamento ma vengono chiamate informalmente "internamento piccolo", esse sospendono la pena, che solitamente è inferiore ai cinque anni.

## Critiche
L'internamento a vita, anche se approvato dal popolo, è molto controverso a livello legale e si ritiene che sia contrario alla Convenzione europea dei diritti umani: ad oggi ogni condanna di genere giunta al Tribunale Federale è stata annullata. C'è solo un condannato che ha scelto di non ricorrere alla Massima Corte, rendendo la sua condanna definitiva.
Anche l'internamento ordinario, che oggi riguarda circa 150 condannati, è criticato, perché i giudici rilasciano ogni anno tra il 2 e il 3% degli internati, e quindi alcune persone rimangono in prigione per molto tempo dopo la fine della loro pena. Lo stesso vale per le misure terapeutiche, che riguardano circa 500 pazienti, che possono anch'esse essere senza termine.
Le associazioni per i diritti umani denunciano che, spesso, i giudici non accolgono le perizie degli psichiatri in favore della rimozione delle misure, forse per la paura di rilasciare un criminale che potrebbe ancora essere pericoloso, e chiedono cambiamenti al sistema per renderlo più chiaro e garantire i diritti di chi vi è sottoposto.

## Riferimenti
- Internamento a vita
- Cosa significa "per sempre" nel diritto penale svizzero?
- Svizzera. Sono ormai centinaia di detenuti, prigionieri (forse per vita)